# Bailey Window
Bailey Window är ett bergspass i Antarktis. Det ligger i Västantarktis. Argentina, Chile och Storbritannien gör anspråk på området. Bailey Window ligger 294 meter över havet.
Terrängen runt Bailey Window är kuperad västerut, men österut är den platt. Terrängen runt Bailey Window sluttar brant österut. Trakten är obefolkad. Det finns inga samhällen i närheten. 